# Tokyo Metropolitan Television
Tokyo Metropolitan Television Broadcasting Corporation (яп. 東京メトロポリタンテレビジョン株式会社 то:кё меторопоритан тэрэбидзён кабусики гайся), также известный как Tokyo MX, - японский телеканал и одноимённая телесеть. Tokyo MX был основан 30 апреля 1993 года, а вещание началось 1 ноября 1995 года. Он конкурирует с Nippon TV, TV Asahi, NHK General TV, NHK Educational TV, TBS TV, TV Tokyo и Fuji TV, которые являются флагманскими станциями национальных сетей. Имеет дочернюю радиостанцию Tokyo FM Broadcasting (Tokyo FM). Является единственным негосударственным каналом, обслуживающим только префектуру Токио. В число акционеров входят столичное правительство Токио, Tokyo FM Broadcasting и другие. Входит в Японскую Ассоциацию Независимых Каналов (JAITS). Каждую неделю Tokyo MX транслирует пресс-конференции губернатора Токио.
Канал Tokyo MX2, вещающий на втором цифровом подканале Tokyo MX, по рабочим дням (с 9:00 до 15:00) транслирует биржевые котировки Токийской биржи с кратким обзором отдельных акций и рынка в целом. В позднее вечернее и ночное время в основном вещает аниме.

## История
30 апреля 1993 года группа во главе с бывшим сотрудником банка Dai-Ichi Kangyo Bank (ныне Банк Мидзухо) Тэцуо Фудзимори основал Tokyo Metropolitan Television Broadcasting Corporation для создания пятой коммерческой телевизионной станции, на которую будет выдана лицензия в Токио. Станция получила лицензию 13 октября 1995 года, а через два дня начала тестовые передачи под названием MX-TV. MX-TV начал эфир 1 ноября 1995 года в 4:00 по японскому времени с 14-часовой вступительной программы под названием "Countdown MX Television" (яп. カウントダウンMXテレビ Kauntodaun MX Terebi); регулярное вещание началось в 18:00 по японскому времени того же дня.
Первым исполнительным продюсером станции был Ёсихико Мураки, бывший продюсер TV Man Union, продюсерской компании, связанной с TBS. Вдохновленный нью-йоркским новостным каналом NY1, Мураки хотел выделить станцию среди своих более известных конкурентов, посвящая 12 часов ежедневного программирования актуальным новостям, а остальное — альтернативным программам, посвященным региону Токио. Новостные программы под названием Tokyo News (яп. 東京NEWS) произвели революцию на японском новостном телевидении, внедрив концепцию видеожурналистики, в которой журналисты станции записывали, снимали и редактировали свои сюжеты, а также делали репортажи о них. Эти 12 часов новостей были разделены на 5 ежедневных блоков: утренний, полуденный, вечерний, ночной и полуночный. Кроме того, в прямом эфире передавались репортажи из столичного полицейского управления, столичного здания правительства Токио и Телеком-центра, где изначально располагалась штаб-квартира станции.
В первые годы своего существования телеканал испытывал трудности из-за плохого сигнала и сильных разногласий с руководством. Некоторые акционеры не имели опыта работы на телевидении, и возникали скандалы вокруг работы и акционерной структуры вещателя. Кроме того, аналоговый сигнал с Токийской башни не покрывал весь регион, а в самых восточных районах города сигнал был слабым. В июне 1996 года Мураки ушел в отставку, а в августе следующего года был уволен вице-президент и генеральный директор станции Кадзуо Кинумура. В сентябре ушел в отставку комитет по программированию станции. Вскоре после этого, на фоне азиатского финансового кризиса, станция начала испытывать серьезные экономические проблемы.
Кризис начал разрешаться к июню 1997 года, когда FM Tokyo выступила с инициативой и купила контрольный пакет акций вещателя. В результате сделки президент FM Tokyo Ватару Гото и председатель совета директоров Odakyu Electric Railway Цутому Симидзу были назначены президентом и вице-президентом. Гото и Симидзу решили отказаться от амбициозного новостного формата и перепозиционировать канал как более универсальную вещательную станцию с сильным акцентом на местную аудиторию. Хотя новостные программы были сохранены, пусть и в сокращенном виде и в более традиционном формате, станция начала добавлять больше развлекательных программ, включая местные эстрадные шоу и освещение местных видов спорта, а также вечернее аниме и рекламные ролики во внепиковые периоды. Это улучшило рейтинги и финансовые показатели станции, и к 2002 году компания стала прибыльной.
12 декабря 2000 года MX-TV провел ребрендинг и стал называться Tokyo MX Television (яп. 東京MXテレビ Tōkyō MX Terebi). Станция начала вещание по цифровому телевидению 1 декабря 2003 года и изменила название на Tokyo MX в июле 2006 года, после переезда в новую штаб-квартиру в Тиёде. Эти переезды в конечном счете снова подкосили финансы станции, но запуск цифрового эфирного вещания позволил ей сравняться с конкурентами и дать возможность большему числу зрителей увидеть их программы. В конце концов, к 2011 году станция оправилась от этих финансовых трудностей.
Tokyo MX отключила аналоговое вещание 24 июля 2011 года. С 27 августа 2012 года станция начала вещание с башни Tokyo Skytree, расширив зону вещания до ближайших окрестностей Токио; в здании, где транслируются эстрадные программы, также была открыта уличная студия. В связи с этим 12 мая 2013 года Tokyo MX прекратила вещание с Токийской башни.
Второй канал, Tokyo MX2, начал вещание в апреле 2014 года. Канал работает на втором подканале Tokyo MX1 и в основном посвящен альтернативному программированию.
1 ноября 2015 года станция отметила свое 20-летие.

## Программы

### Аниме
- Pretty Cure (Futari wa Pretty Cure, Happiness Charge Precure!, Futari wa Pretty Cure Max Heart, Go! Princess Precure, Futari wa Pretty Cure Splash Star, Mahou Tsukai PreCure!, Yes! PreCure 5, KiraKira☆Precure A La Mode , Fresh Pretty Cure!, HUGtto! Precure, Star☆Twinkle PreCure, HeartCatch PreCure!)
- Sword Art Online (Sword Art Online, Sword Art Online II, Sword Art Online: Alicization, Sword Art Online: Alicization - War of Underworld)
- The Irregular at Magic High School (The Irregular at Magic High School, The Irregular at Magic High School: Visitor Arc)
- The Misfit of Demon King Academy
- Date A Live
- The Day I Became a God
- D4DJ